# Gamma (satellite)
Gamma est un  observatoire spatial soviétique développé avec une participation importante de la France et destiné à l'étude des rayons gamma de haute énergie émis par les objets célestes. Après une gestation de près de 18 ans le satellite a été lancé le 11 juillet 1990, placé sur une orbite basse terrestre  circulaire de 375 km et désorbité en février 1992.

## Historique
L'observatoire astronomique spatial gamma  franco-soviétique est issu du programme spatial habité Soyouz. Le concept de départ a été défini en 1965 dans le cadre du projet de station spatiale "Nuage" constitué d'une station principale autour duquel plusieurs vaisseaux occupés par des équipages gravitent. Au début des années 1970 le projet devient le complexe de station spatiale  MKBS/MOK. Celui-ci comprend plusieurs vaisseaux -  laboratoires spécialisés ou instruments -  volant de manière autonome autour d'une énorme station spatiale lancée par la fusée lunaire géante N-1. L'observatoire Gamma devait faire partie de ce complexe. Il était composé du module de service du vaisseau Soyouz mais par contre le module de descente et le module orbital étaient remplacés par un large cylindre pressurisé contenant les équipements scientifiques.
En 1972 , les travaux sur l'instrumentation scientifique débutent par l'étude de chambres à étincelles à large gap qui restituent avec une grande précision les trajectoires des particules. En 1974 la France entre dans le projet. Les essais menés en commun à l'accélérateur DESY à Hambourg montrent que ces chambres à large gap tiennent leurs promesses.
En février 1976 le programme spatial soviétique est complètement refondu. Le développement de l'observatoire gamma est désormais associé au projet de station spatiale DOS-7/DOS-8 qui aboutira par la suite à la station Mir. Dans cette nouvelle version  l'observatoire Gamma comprend un système d'amarrage passif permettant à un vaisseau Soyouz de s'y amarrer pour que l'équipage puisse à mi-vie changer les films et assurer la maintenance.  En 1979 cette architecture est abandonnée car augmentant de manière trop importante la masse de l'observatoire. Par ailleurs tous les vols Soyouz sont mobilisés pour le ravitaillement et la maintenance de la station Mir. Le système de films est abandonné au profit d'une transmission par radio des données recueillies. À cette époque le lancement de Gamma est planifié en 1984, mais des problèmes de mise au point entrainent des délais qui repoussent le lancement jusqu'à 1990 soit 18 ans après le lancement du projet.

## L'observatoire gamma
La charge utile de Gamma comprend trois instruments pointant dans la même direction permettant l'observation de la même région du ciel :
- Le télescope Gamma-1, l'instrument principal du satellite, est conçu pour effectuer des observations dans la plage 50 MeV-6 GeV. Il comprend deux scintillateurs et un détecteur d'effet Tchernkov. Le capteur a une superficie de 2 000 cm2. La résolution angulaire pour 100 MeV est de 1,5°. Pour la mesure de l'énergie des particules incidentes, la résolution est d'environ 12 % à 100 MeV. Un masque codé amovible en tungstène a été inclus à un stade avancé de la conception de l'instrument. Le masque est composé de deux masques uni-dimensionnels formés de grilles. La résolution obtenue à l'aide du masque était d'environ 20 minutes d'arc pour les photons les moins énergiques. Pendant la mise en orbite du satellite l'alimentation électrique de la chambre à étincelles de l'instrument est tombée en panne faisant chuter la résolution angulaire à environ 10°. Un senseur stellaire Telezvezda est utilisé pour reconnaître la région du ciel pointée par le télescope. Sa précision est de 2 minutes d'arc. Gamma-1 est développé conjointement par des instituts de recherche soviétiques, français et polonais.
- L'observatoire gamma Disk-M est conçu pour la plage 20 keV-5 MeV. Le détecteur est composé de cristaux à scintillation. La résolution angulaire est de 2 minutes d'arc. L'instrument a cessé de fonctionner peu après le lancement.
- Le télescope Pulsar X-2 couvre la plage 2-25 keV avec une résolution angulaire de 30 minutes d'arc et un champ optique de 10x10°. L'instrument est le fruit d'une collaboration franco-soviétique.

## Résultats
Les observations effectuées par l'observatoire portent sur le pulsar Vela, le Centre galactique, Cygnus X-1, Herculis X-1 et la Nébuleuse du Crabe. Les instruments étudient également le rayonnement émis par le Soleil durant le pic de son cycle solaire. Lors d'une éruption, l'instrument a détecté pour la première fois des photons gamma provenant du Soleil avec une énergie supérieure à 1 GeV. 